# Géfosse-Fontenay

Géfosse-Fontenay este o comună în departamentul Calvados, Franța. În 2009 avea o populație de 133 de locuitori.